# Kadıgüllü, Sarıkaya
Kadıgüllü là một xã thuộc huyện Sarıkaya, tỉnh Yozgat, Thổ Nhĩ Kỳ. Dân số thời điểm năm 2010 là 872 người.